# Ferdynand Janowski
Ferdynand Janowski z Opatkowic herbu Strzemię (ur. ok. 1825, zm. 21 marca 1896 w Głębokiem) – polski właściciel ziemski.

## Życiorys
Urodził się około 1825. Wywodził się z rodziny Janowskich w XIX wieku posiadających dobra tabularne Głębokie. W drugiej połowie XIX wieku jako właściciele tych dóbr figurowali: Eugeniusz i Ferdynand Janowscy, Ferdynand Janowski i spadkobiercy Eugeniusza Janowskiego, Ferdynand i Józefa Janowscy oraz spadkobiercy Eugeniusza, Ferdynand i Mieczysław Janowscy. Ponadto około 1890 Ferdynand Janowski figurował jako właściciel Rudawki Rymanowskiej.
Z grupy większych posiadłości był wybierany do Rady c. k. powiatu sanockiego, w której kadencji od około 1874 do około 1877 pełnił funkcję zastępcy członka wydziału, a później był wyłącznie członkiem Rady w kadencji od 1884 do około 1888 oraz w kadencji od około 1888 do około 1890.
W latach 70. był zastępcą członka C. K. Powiatowej Komisji Szacunkowej w Sanoku. Pełnił funkcję szacownika dóbr: początkowo w Rymanowie dla okręgu przemyskiego sądu obwodowego, a potem do końca życia dla okręgu sanockiego sądu powiatowego. Należał do C. K. Galicyjskiego Towarzystwa Gospodarskiego, początkowo był członkiem oddziału sanocko-lisko-brzozowsko-krośnieńskiego, potem do końca życia oddziału sanocko-lisko-brzozowsko-krośnieńskiego. Do końca życia był także prezesem wydziału okręgowego w Sanoku C. K. Galicyjskiego Towarzystwa Kredytowego Ziemskiego. 
Był uważany za opiekuna ludu. Zmarł 21 marca 1896 w wieku 71 lat. Po pogrzebie w kościele w Rymanowie został pochowany w Głębokiem.
Miał córkę Wandę Janinę (1859-1891), która została żoną okolicznego właściciela ziemskiego, Adolfa Poźniaka. Po śmierci Ferdynanda Janowskiego właścicielem dóbr w Głębokiem w 1898 został Adolf Poźniak, a potem jego syn tj. wnuk Ferdynanda, Tadeusz Poźniak.